# Megalomus luigionii
Megalomus luigionii is een insect uit de familie van de bruine gaasvliegen (Hemerobiidae), die tot de orde netvleugeligen (Neuroptera) behoort. 
Megalomus luigionii is voor het eerst wetenschappelijk beschreven door Navás in 1928.